# Etainia
Etainia (лат.) — род насекомых из семейства молей-малюток отряда чешуекрылых.

## Описание
Гениталии самца: вальва с очень крупными базальными аподемами.

## Систематика
В составе рода:
- Etainia albibimaculella (Larsen, 1927)
- Etainia decentella (Herrich-Schäffer, 1855)
- Etainia louisella (Sircom, 1849)
- Etainia obtusa (Puplesis & Diskus, 1996)
- Etainia sericopeza (Zeller, 1839)